# Larry Marder
Compléments
créateur de Tales of the Beanworld
Larry Marder, né en 1951, est un auteur et éditeur de comics américain.

## Biographie
Larry Marder naît le 29 mai 1951. Après des études à l'Hartford Art School, il travaille dans la publicité. Il  commence à écrire et dessiner Tales of the Beanworld qu'il autoédite. En 1991, il est directeur commercial de la chaîne de magasins de comics Moondog. En 1993, il est nommé directeur exécutif d'Image Comics qu'il quitte en 1999 pour devenir président de la société de jouets fondées par Todd McFarlane, McFarlane's Toys. Il reste à ce poste jusqu'en 2007. Il revient alors aux comics. Dark Horse Comics réédite les volumes précédents de Beanworld et propose deux nouveaux volumes édités par Diana Schutz.